# Unbroken (film)
Unbroken is een Amerikaanse oorlogsfilm uit 2014 onder regie van Angelina Jolie. De film ging in première op 17 november in Sydney, Australië.
De film is gebaseerd op het boek Unbroken: A World War II Story of Survival, Resilience, and Redemption van Laura Hillenbrand, een waargebeurd verhaal over de olympisch atleet Louis Zamperini tijdens de Tweede Wereldoorlog.

## Verhaal
Voormalig olympisch hardloper Louis "Louie" Zamperini overleeft in 1943 een crash met zijn B-24-bommenwerper in de Stille Oceaan. Na 47 dagen op een reddingsvlot doorgebracht te hebben, worden de twee overlevenden – Zamperini en Phillips – door de Japanse Keizerlijke Marine opgepikt en op de Marshalleilanden krijgsgevangen genomen.
Zamperini wordt vervolgens overgebracht naar kamp Ōmori nabij Tokio, waar hij twee jaar lang verblijft en geregeld mishandeld wordt; vooral door de kampcomandant die door de gevangenen "De Vogel" wordt genoemd. De Verenigde Staten hebben hem doodverklaard, maar Zamperini mag via de propagandazender Radio Tokio een bericht aan zijn familie sturen. Hij weigert evenwel een anti-Amerikaanse boodschap in te spreken.
Na Amerikaanse bombardementen op Tokio wordt iedereen overgebracht naar het meer afgelegen kamp Naoetsu, waar ze zwaar werk moeten verrichten. In augustus 1945 bezetten de Amerikanen Japan en gaan de bewakers ervandoor. Zamperini wordt terug in de Verenigde Staten als oorlogsheld verwelkomd en herenigd met zijn familie.

## Rolverdeling
| Acteur           | Personage               |
| ---------------- | ----------------------- |
| Jack O'Connell   | Louis Zamperini         |
| Miyavi           | Mutsuhiro Watanabe      |
| Garrett Hedlund  | John Fitzgerald         |
| Jai Courtney     | Hugh "Cup" Cuppernell   |
| Domhnall Gleeson | Russell "Phil" Phillips |
| Finn Wittrock    | Francis "Mac" McNamara  |
| Luke Treadaway   | Miller                  |

## Productie
Universal Pictures had sinds 1957 de rechten op de verfilming van Zamperini’s leven en sinds januari 2011 de filmrechten op het boek. De gebroeders Coen schreven het scenario op basis van eerder geschreven scenario’s van William Nicholson en Richard LaGravenese. Op 30 september 2013 werd bekendgemaakt dat Angelina Jolie de regie op zich zou nemen. Het filmen begon op 21 oktober 2013 en de buitenopnames vonden plaats in New South Wales en Queensland, Australië.

## Prijzen & nominaties
| jaar | prijs                 | categorie           | genomineerde(n) | uitslag  |
| ---- | --------------------- | ------------------- | --------------- | -------- |
| 2014 | Hollywood Film Awards | New Hollywood Award | Jack O'Connell  | Gewonnen |